# St. Helena (Wahlen)

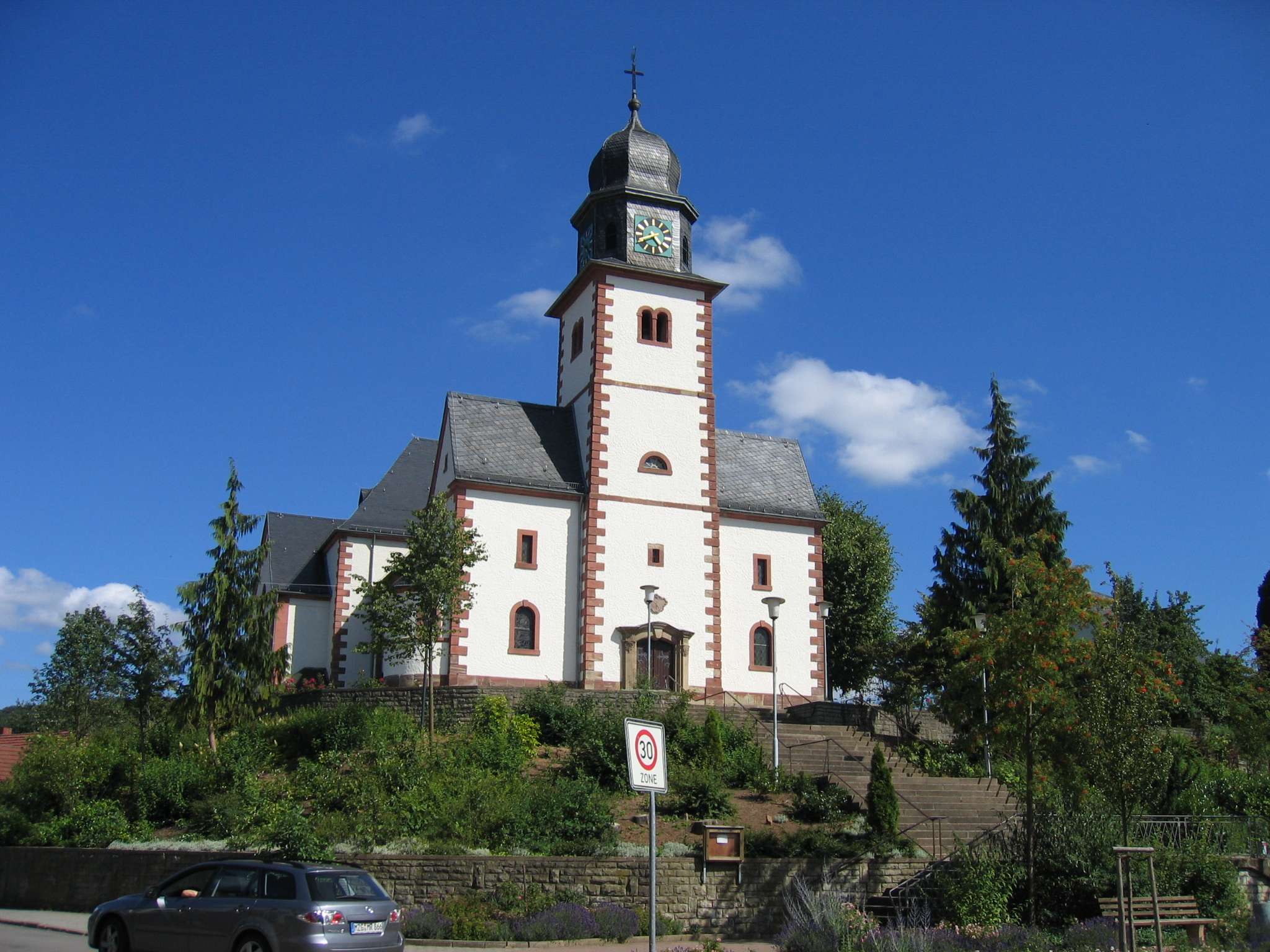
Die Pfarrkirche St. Helena in Wahlen

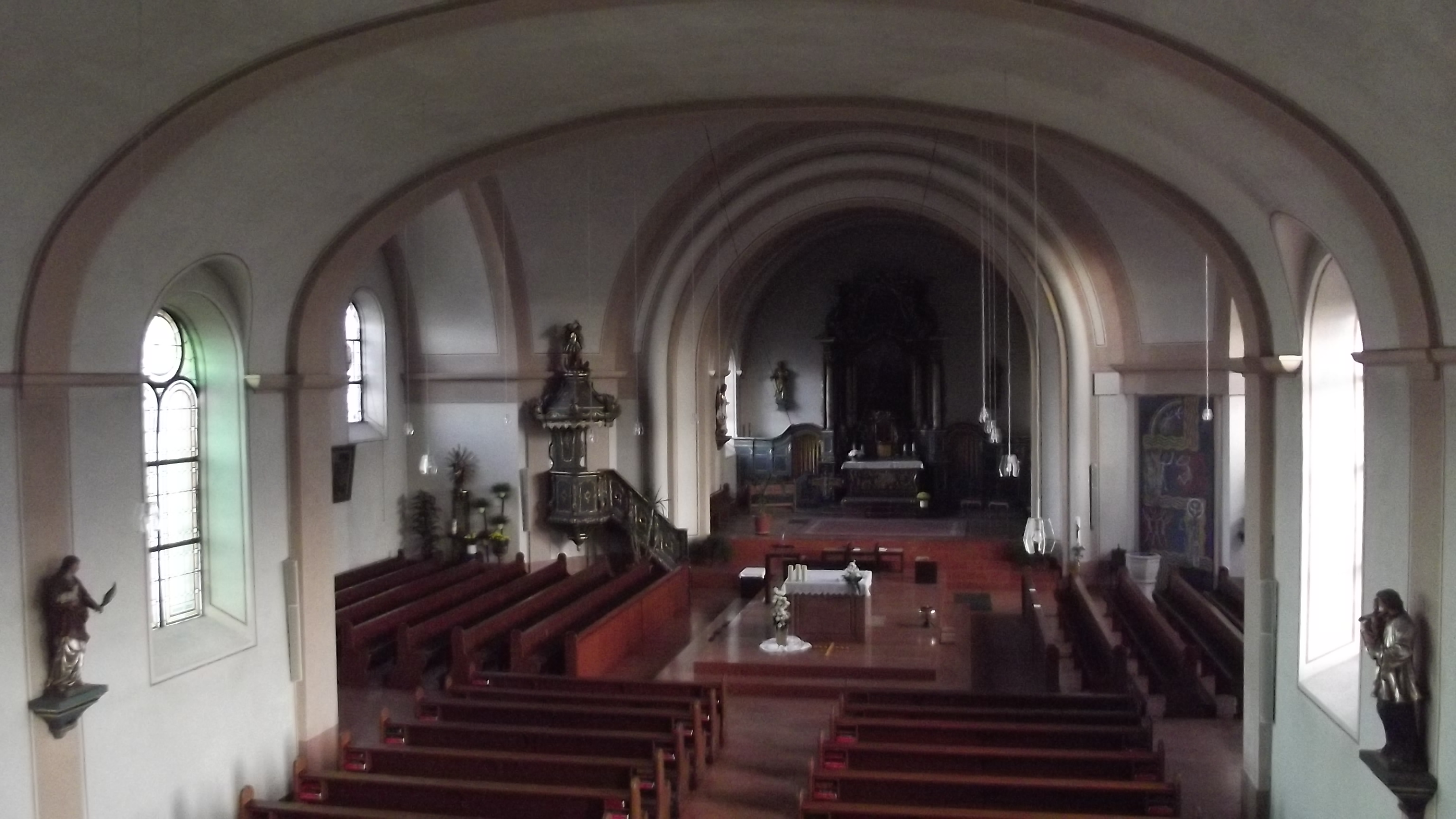
Blick von der Empore

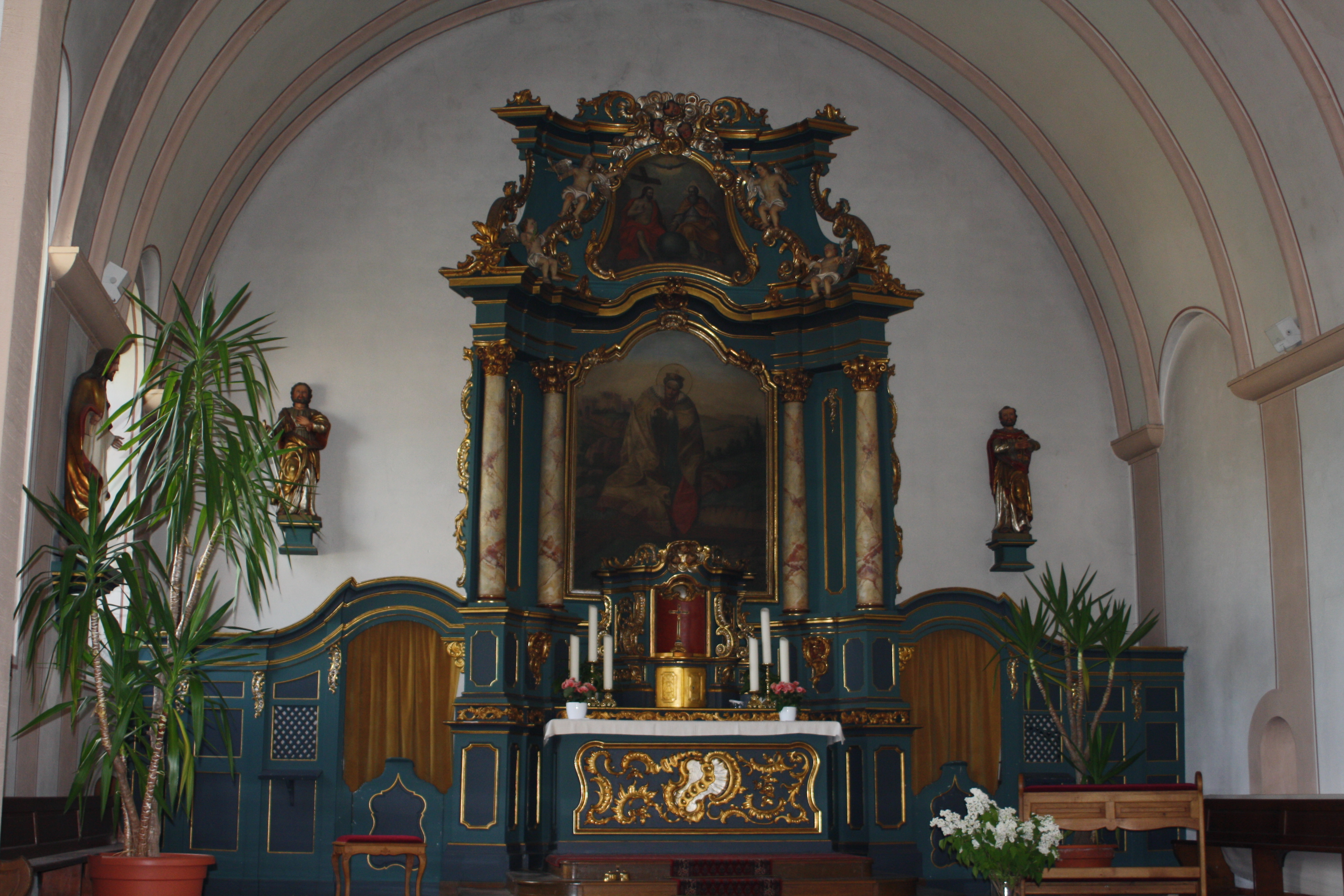
Hochaltar aus dem 18. Jahrhundert

St. Helena ist die der heiligen Helena geweihte katholische Pfarrkirche im saarländischen Wahlen, einem Ortsteil der Gemeinde Losheim am See im Landkreis Merzig-Wadern. In der Denkmalliste des Saarlandes ist das Kirchengebäude als Einzeldenkmal aufgeführt.

## Geschichte
Das ursprüngliche Kirchengebäude wurde in zwei Etappen errichtet. Im Jahr 1747 erfolgte der Bau des Langhauses, im Jahr 1750 der des Turms. Mitte des 19. Jahrhunderts kam es zu einer Erweiterung, indem das Kirchenschiff um die Hälfte vergrößert wurde. 1887 wurde das Gotteshaus einer Innenrestaurierung unterzogen.
Nach Plänen des Architekten Moritz Gombert (Saarbrücken) wurde die Kirche in den Jahren 1927 bis 1928 erneut erweitert bzw. umgebaut. Dabei wurden die Querschiffe, der Chorraum, die Sakristei, der Pfarrsaal und Anbauten an den barocken Turm errichtet. Eine neuerliche Erweiterungsmaßnahme im Jahr 1932 führte zur Aufstockung des Turms um ein Geschoss. Außerdem erhielt der Turm ein Zwiebeldach.
Von 1956 bis 1957 erfolgte eine Restaurierung unter der Leitung des Restaurators Voitié (Trier). Mitte der 1960er Jahre kam es im Innenraum der Kirche zu Umbaumaßnahmen. Dabei entstanden eine Altarinsel und ein neuer Fußboden. 1979 wurde die Kirche durch die Restauratoren Günter und Arnold Mrziglod (Tholey) restauriert.

## Ausstattung
Zur Ausstattung der Kirche gehören u. a. die Kanzel von 1630, mit einer Figur des heiligen Michael und den auf dem Schalldeckel sitzenden vier Evangelisten, der Hochaltar mit Drehtabernakel aus dem 18. Jahrhundert sowie das Altarbild von 1920. Diese wurden 1956/57 durch den Restaurator Voitié (Trier) restauriert.
Weitere Ausstattungsgegenstände sind eine 1972 angefertigte Bildtafel des Malers Walter Persy (Trier), die sich durch die überwiegend in Blau gehaltene Farbgebung der Farbe von Hochaltar und Kanzel anpasst und als Bildfolge eine Illustration des Gebetes zur Taufwasserweihe zeigt, das auch von Persy stammende und als Hängekreuz ausgeführte Altarkreuz sowie die Strahlen-Madonna und St.-Josefs-Figur der entfernten Seitenaltäre auf zwei Barock-Säulen ebendieser Seitenaltäre, die 1979 von Günter und Arnold Mrziglod (Tholey) neu aufgestellt wurden.

## Orgel

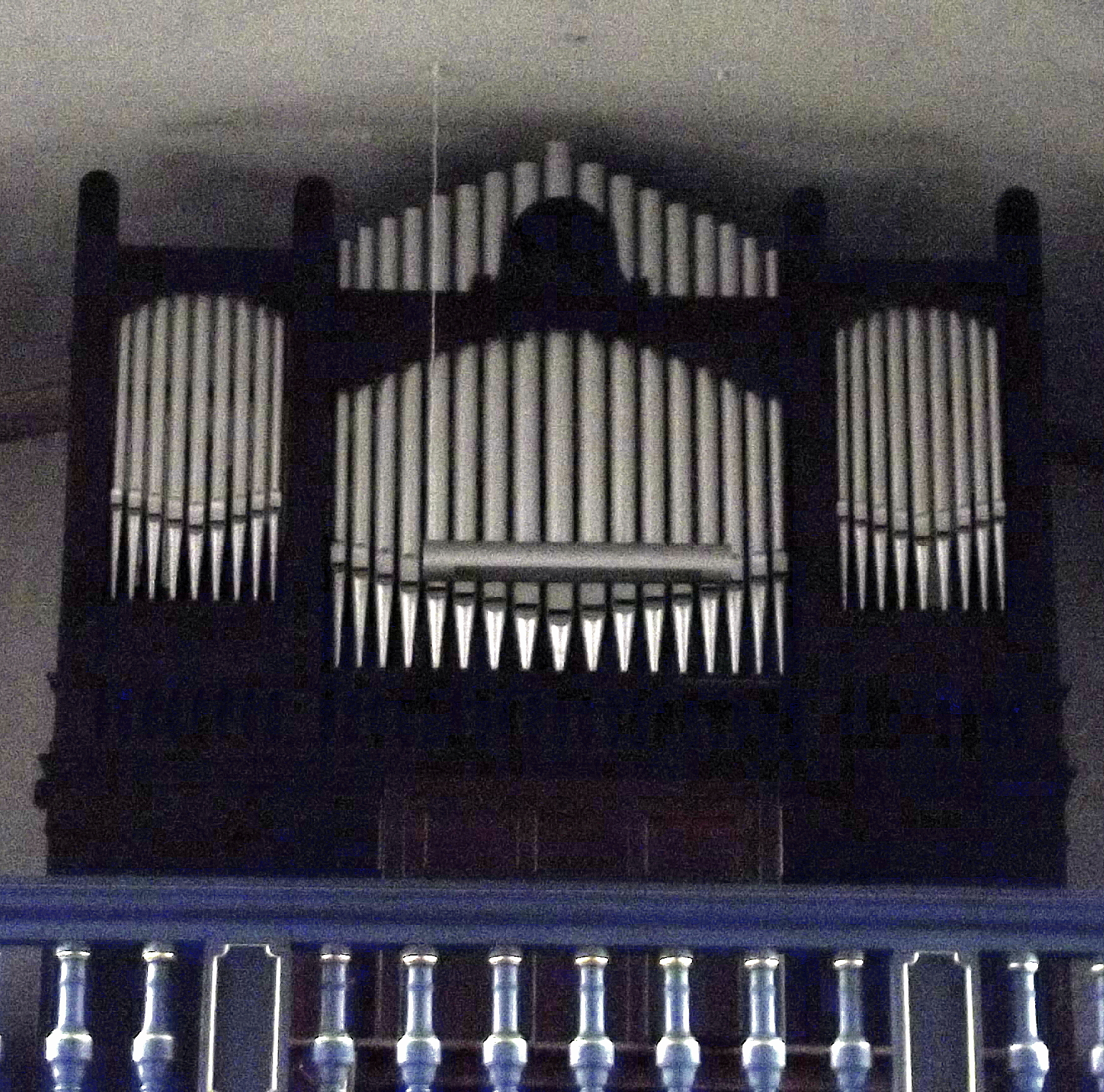
Prospekt der Hock-Orgel

Die Orgel der Kirche wurde 1908 von dem Orgelbauunternehmen Mamert Hock (Saarlouis) erbaut. 1996 erfolgte die Ergänzung des Registers Trompete 8′ durch die Firma Hugo Mayer (Heusweiler). Das auf einer Empore aufgestellte Taschenladen-Instrument verfügt über zwölf Register, verteilt auf zwei Manuale und Pedal. Die Spiel- und Registertraktur ist pneumatisch. Die Disposition lautet wie folgt:
| I Hauptwerk C–f3 |                             |       |
| 1.               | Bordun (ab c)               | 16′   |
| 2.               | Principal                   | 8′    |
| 3.               | Gamba (C-H aus Violoncello) | 8′    |
| 4.               | Octave                      | 4′    |
| 5.               | Octave                      | 2′    |
| 6.               | Cornett III                 | 2 ⁄3′ |
| 7.               | Trompete                    | 8′    |

| II Manual C–f3 |                  |    |
| 8.             | Lieblich Gedackt | 8′ |
| 9.             | Salicional       | 8′ |
| 10.            | Traversflöte     | 4′ |

| Pedal C–d1 |             |     |
| 11.        | Subbass     | 16′ |
| 12.        | Violoncello | 8′  |

- Koppeln:
  - Normalkoppeln: II/I, I/P, II/P
  - Suboktavkoppeln: II/I (Sub)
  - Superoktavkoppeln: II/I (Super)
- Spielhilfen: Piano, Forte, Tutti, Alles Ab, Automatisches Pianopedal für II

## Glocken
Im Jahr 1957 goss die Saarlouiser Glockengießerei in Saarlouis-Fraulautern, die von Karl (III) Otto von der Glockengießerei Otto in Bremen-Hemelingen und dem Saarländer Alois Riewer 1953 gegründet worden war, für die St.-Helena-Kirche in Wahlen zwei Bronzeglocken mit den Schlagtönen: d′ – a′. Die Glocken haben folgende Durchmesser: 1412 mm, 942 mm und wiegen: 1717 kg, 593 kg.